# Now, Diabolical
Albums de Satyricon
Ten Horns - Ten Diadems
(2002) My Skin Is Cold
(2008)
Now, Diabolical est le sixième album studio du groupe de black metal symphonique norvégien Satyricon. L'album est sorti le 24 avril 2006 sous le label Roadrunner Records.
Le titre du morceau K.I.N.G. a pour signification "Killing In the Name of God" (qui signifie en anglais "Tuer au nom de Dieu").
Deux singles ont été extraits de cet album: "K.I.N.G." et "The Pentagram Burns", qui figurent parmi les titres les plus connus du groupe.
Une édition limitée contient un titre en plus: il s'agit du titre Storm Of The Destroyer.

## Musiciens
- Satyr - Chant, Guitare, Claviers
- Lars K. Norberg - Basse
- Frost - Batterie

## Liste des morceaux
1. Now, Diabolical – 5:30
2. K.I.N.G. – 3:36
3. The Pentagram Burns – 5:38
4. A New Enemy – 5:47
5. The Rite Of Our Cross – 5:45
6. That Darkness Shall Be Eternal – 4:46
7. Delirium – 5:38
8. To The Mountains – 8:09
9. Storm Of The Destroyer (édition limitée) – 2:50